# Margareta Nyström
Margareta Nyström är en svensk före detta friidrottare (medeldistans). Hon tävlade för klubben IK Göta.